# 蝙蝠女俠 (電視劇)
《蝙蝠女俠》（英語：Batwoman）是一部美國超級英雄動作冒險電視劇，由電視製作人卡洛琳·德萊斯與綠箭宇宙創始者葛瑞格·貝蘭提合作開發。劇集改編自DC漫畫英雄蝙蝠女俠，角色由傑夫·強斯、葛蘭·莫瑞森、葛瑞格·魯卡、馬克·懷德和基斯·吉芬共同創立。背景設定在綠箭宇宙中，與《綠箭俠》、《閃電俠》等其他一些劇集共享同一個世界觀。首播集於2019年10月6日首播，主要在不列顛哥倫比亞省溫哥華拍攝，而大多數背景則在伊利諾州芝加哥取景。劇集講述凱特·凱恩克服心魔與過去陰霾，接替表兄的使命成為高譚市新的希望象征。
2018年5月時，The CW宣佈蝙蝠女俠將會在綠箭宇宙2018年三劇連動集《異世界》中首次亮相，由露比·蘿絲飾演。而兩個月後，The CW宣佈將會推出一部以蝙蝠女俠為主角的電視劇，並在2019年1月時獲得試播集預定，計劃在2019年秋季期間首播，最後於同年5月時正式預定本劇，並在同年10月時獲得全季22集預定。後期製作工作受2019冠状病毒病疫情影響而延期，首季集數縮短至20集收尾。2020年1月，本劇獲得第二季續訂，定於2021年1月開播。
2020年5月，露比·蘿絲因為特殊原因而宣佈辭演，消息稱她的蝙蝠女俠一角在未來的季度中會被換角。而製作團隊最終決定在未來季度中更換全新主演繼承，同時在兩個月後宣佈賈維希雅·萊絲莉加盟劇集，以全新原創角色延續蝙蝠女俠的冒險旅程。2022年4月，本劇在第三季後被取消。

## 概要

### 第一季
首季故事設於億萬富翁布魯斯·韋恩、同身為黑夜義警蝙蝠俠從高譚市“神秘失蹤”的三年後，城市進入比以往更為黑暗的時期。蝙蝠俠的消失引起全市猜疑，許多人期盼他有朝一日能回歸，但大部分人都認定他已死，為了控制犯罪率，市長任命「烏鴉保全隊」擔任高譚市新的守護者。布魯斯的表妹凱特·凱恩如今完成艱苦訓練回到城市，立志加入父親組建的保全隊參與保護城市的行列卻被父親拒絕，在偶然的情況下得知自己表兄的真實身份後，決定接替布魯斯的使命，化身「蝙蝠女俠」來為城市樹立新的希望象征。

### 第二季
在第二季中，凱特搭乘私人飛機前往國際市返航過程中遭遇“不明意外”而墜機，生死未卜使凱特的親朋好友集體心急如焚地尋找她的下落。一名無家可歸並獨居廂型車的25歲少女芮恩·懷德首先抵達墜機現場，在殘骸中翻出蝙蝠裝而一時興起成為「新蝙蝠女俠」。然而芮恩起初並沒有守護城市的理想，而是打算將這件天賜的戰服作為復仇的工具；因自己的親人多年前死於愛麗絲之手。另一邊失去目標的愛麗絲偶然得知凱特失蹤另有隱情，靠挖掘自己“埋沒的過去”後得知始作俑者似乎是自己的“恩師”。

### 第三季
在第三季中，立下大功的芮恩受同伴支持下，順理成章地化身蝙蝠女俠，開始全力找尋從蝙蝠洞中遺失的超級罪犯工具，以防止這些殺傷力巨大的工具對高譚造成新一輪危機。然而找尋工作猶如大海撈針，而芮恩小隊的計劃永遠趕不上新的變化，僅能爭分奪秒挽回局勢。但一波未平一波又起，在愛麗絲有意引導下，芮恩得知自己“親生母親”的存在，經過查詢得知自己其實生於豪門，然而出生時因“家庭因素”而被母親遺棄。芮恩最終見到久別的母親潔達和親兄馬奎斯，卻發現她們跟自己所想象的大相徑庭，而潔達心中同時藏著不可告人的秘密，似乎試圖根除馬奎斯的潛在“精神問題”。

## 演員與角色
- 露比·蘿絲（第1季） 與華莉絲·黛（英语：Wallis Day）（第2季）  飾演 凱特·凱恩／蝙蝠女俠（Kate Kane / Batwoman）：一位接受過艱苦生存（英语：Survival skills）與格鬥訓練的街頭英雄，是一名公開出櫃的女同性戀者，獨立堅強，正義感十足，和布魯斯·韋恩身為表兄妹關係，在他三年前“失蹤”後幫忙照看韋恩企業以及打擊犯罪，為了避免身份被市民弄混，為自己量身修飾出一件紅髮蝙蝠裝[3][4]。
  - 由於蘿絲於第一季末離開劇組，第二季改由華莉絲·黛演出凱特·凱恩[5]；而劇情方面寫為凱特經歷“人為空難”而嚴重毀容，因此改變容貌而煥然一新。

- 瑞秋·斯卡斯頓 飾演 貝絲·凱恩／愛麗絲（英语：Beth Kane）：凱特的親生妹妹，本應在凱特童年時與母親共同在汽車墜河時喪命，但奇跡倖存的她遭受綁架囚禁長達11年，成年後內心墮入瘋狂，遷怒於父親雅各輕言放棄尋找她，受《愛麗絲漫遊仙境》啟發而召集黨羽成立「仙境幫」在城市作亂[6]。
  - 斯卡斯頓在劇中同時扮演來自另一宇宙的貝絲·凱恩，兒時並未捲入母親喪生的車禍，因此逃過一劫而過著美好生活。身為天體物理學的碩士畢業生，作為交換學生回高譚過程中受到不久前發生的多元宇宙危機波及，無意間來到這座剛剛形成的新世界，出現對凱特而言則是新的認知。
- 梅根·坦迪 飾演 蘇菲·摩爾（英语：Sophie Moore）：凱特的初戀，從軍校畢業後加入烏鴉保全隊，擔任雅各的親信。隨著與凱特多年分離而已經結婚，循規蹈矩的她雖然依舊心儀凱特卻不想表示，生怕會影響自己的前途，但依然跟凱特保持友好關係[7]。
- 妮可·姜（Nicole Kang）飾演 瑪莉·漢密爾頓（Mary Hamilton）：凱特的繼妹，專攻生物化學的醫學生，跟搬到她家的凱特從小一起長大，感情非常要好。表面上是一位整天出入派對狂歡的社交網紅，但實際上瞞著父母開辦一間非法地下診所，為貧民和罪犯看診[7]。
- 卡姆魯斯·強森（Camrus Johnson）飾演 路克·福克斯（英语：Luke Fox (character)）：凱特的盟友兼技術支持，身為已故盧修斯·福克斯之子，負責看守無人出入的韋恩塔樓，無意間跟凱特相識而促使她成為城市的新英雄[7]。
- 伊莉莎白·安維斯（Elizabeth Anweis）飾演 凱薩琳·漢密爾頓-凱恩（Catherine Hamilton-Kane）：凱特的繼母，雅各的後任妻子，高譚最有權有勢的名流之一。俗稱「軍火女王」，身為「漢密爾頓動力公司」（Hamilton Dynamics）執行長，靠擔任城市的軍事承包商來發大財，同時心中隱瞞著不可告人的秘密[8]。（第1季）
- 道格瑞·史考特 飾演 雅各·凱恩（英语：Jacob Kane）：凱特的親生父親，前美軍上校，退伍後成立烏鴉保全隊擔任總指揮。為人極為強勢，多年前失去妻子和小女兒後，開始厭惡任何會獨斷專行的私刑者，發誓他會比蝙蝠俠更好地維護城市[9]。（第1-2季）
- 賈維希雅·萊絲莉（英语：Javicia Leslie） 飾演 芮恩·懷德／蝙蝠女俠（Ryan Wilder / Batwoman）：一名獨立堅強、身手卓越、卻也桀驁不馴的社會局外人，從小父母雙亡的她遭受社會壓迫多年，養母也被愛麗絲帶領的仙境幫所殺。沉淪生活直到從凱特·凱恩的墜機殘骸中尋到蝙蝠裝，一時興起換裝懲奸斗惡，進而一步一步繼承蝙蝠女俠的使命[10]。（第2季）
- 維多莉亞·卡塔格納（英语：Victoria Cartagena） 飾演 蕾妮·蒙托亞（英语：Renee Montoya）：前高譚市警局的資深警探，曾跟在詹姆斯·高登局長身邊很長時間，直到無法忍受城市維持貪腐現況而選擇離職，以自己的方式打擊犯罪[11]。（第3季）
  - 卡塔格納曾經在電視劇《萬惡高譚市》中扮演過蕾妮·蒙托亞。

- 蘿蘋·吉文斯（英语：Robin Givens） 飾演 潔達·捷特（Jada Jet）：一名趾高氣昂的企業女商人，捷特工業的行政總裁，身為芮恩不為人知的“生母”，基於“家庭原因”而掩蓋過芮恩的出生記錄[12]。（第3季）
- 尼克·克里根（Nick Creegan）飾演 馬奎斯·捷特（Marquis Jet）：捷特工業小開，潔達的親生兒子，名副其實、卻也表裡不一的紈绔子弟，同身為芮恩的親兄弟[13]。（第3季）

## 集數
| 季數 | 集数 | 集数 | 首播日期       | 首播日期      | 排名 | 平均收視人數 （百萬） |
| 季數 | 集数 | 集数 | 首映           | 季终          | 排名 | 平均收視人數 （百萬） |
| ---- | ---- | ---- | -------------- | ------------- | ---- | --------------------- |
| 1    | 20   | 20   | 2019年10月6日  | 2020年5月17日 | 117  | 1.61                  |
| 2    | 18   | 18   | 2021年1月17日  | 2021年6月27日 | 147  | 0.50                  |
| 3    | 13   | 13   | 2021年10月13日 | 2022年3月2日  | 129  | 0.46                  |

### 第一季（2019-2020年）
| 總集數 | 集數 （季） | 標題                                                  | 導演            | 編劇                            | 首播日期       | 製作 代碼 | 美國收視人數 （百萬） |
| --- | ----------- | ----------------------------------------------------- | --------------- | ------------------------------- | -------------- | --------- | --------------------- |
| 1 | 1           | 試播集 Pilot                                          | 馬可斯·希加     | 卡洛琳·德萊斯                   | 2019年10月6日  | T15.10154 | 1.86                  |
| 高譚市的多年守護者蝙蝠俠在三年前神秘失蹤，被許多市民認定已死，市長麥可·阿金斯授權由雅各·凱恩帶領的「烏鴉保全隊」保護城市。現今，阿金斯市長舉行晚宴準備永久關閉蝙蝠信號，但新的犯罪團夥「仙境幫」在領袖愛麗絲帶領下襲擊晚宴，擄走雅各最好的部下蘇菲·摩爾。雅各疏遠的親生女兒凱特在外進行五年的艱苦生存訓練，希望能被父親認可並加入保全隊，從她的繼妹瑪莉來電得知前女友蘇菲被綁架後提早回到高譚。由於雅各不願讓她冒險，凱特便私下調查，得知愛麗絲犯案在針對她的父親。凱特來到棄置的韋恩塔樓試圖動用她的表兄布魯斯·韋恩的資源，巧遇負責看管大樓的路克·福克斯，隨後找到連通地下蝙蝠洞的暗門後得知布魯斯就是蝙蝠俠。凱特童年時目睹母親和妹妹貝絲墜橋身亡，對沒有救她們的蝙蝠俠非常反感，如今知道布魯斯的身份而百感交集。為了救出蘇菲，凱特活用她近年來學的武藝知識，臨時換上一件合身的蝙蝠裝，成功擊破愛麗絲安排的炸彈危機並救出蘇菲。目睹一切的市民懷疑是蝙蝠俠再現，凱特取得愛麗絲的一把隨身蝴蝶刀，發現上面鑲有她與貝絲共同佩戴的誕生石項鏈上的獨有紅寶石，讓她猜疑愛麗絲就是貝絲。如同她所猜測，身為貝絲的愛麗絲除了怨恨父親雅各棄自己不管以外，決心將失散的姐姐凱特拉攏過來。 |             |                                                       |                 |                                 |                |           |                       |
| 2 | 2           | 墜入兔穴 The Rabbit Hole                              | 馬可斯·希加     | 卡洛琳·德萊斯                   | 2019年10月13日 | T13.21952 | 1.45                  |
| 凱特針對愛麗絲就是妹妹貝絲的猜疑，在她跟父親雅各之間產生摩擦，雅各一口咬定貝絲已死去多年，希望凱特不要再做無畏追尋。但凱特仍然打算調查，來到保全隊總部拜託蘇菲幫忙化驗愛麗絲蝴蝶刀上的DNA，但兩人隨即在總部停車場遭到一群疑似是愛麗絲黨羽攻擊，而對方僅搶走小刀後立即逃跑。凱特得知一名愛麗絲黨羽因受傷而來到瑪莉瞞著父母開辦的地下診所包扎傷口，於是故意放跑他來為愛麗絲傳話，讓她們姐妹在童年喜歡去的公園會面。愛麗絲的言行舉止讓凱特證實猜測，即使愛麗絲不願承認，蘇菲原本同意幫凱特隱瞞這次會面，還是選擇將事情匯報給雅各，導致保全隊趕到現場逮捕愛麗絲。然而，愛麗絲暗示她已命令自己在保全隊的眼線兼男友道森去刺殺瑪莉，迫使凱特動身搶先救下瑪莉。不久，愛麗絲的囚車運送途中遭到不明炸彈襲擊而墜入湖裡，她幾近淹死之際被穿上蝙蝠裝的凱特冒險救上岸。愛麗絲因此再次逃跑，凱特的繼母凱薩琳·漢密爾頓身為真正安排黨羽在停車場搶走蝴蝶刀的人，她處於“私心”而命令部下將刀銷毀滅證。蝙蝠俠再度銷聲匿跡引起廣大市民質疑，凱特拷問道森得到愛麗絲的包裹，裡面裝有一隻活蝙蝠，表示愛麗絲已知情凱特的身份；裡面一張卡片寫著一句「你有我們父親的眼睛」的話，提醒她們是永遠的姐妹。 |             |                                                       |                 |                                 |                |           |                       |
| 3 | 3           | 不能自拔 Down Down Down                               | 德莫特·道斯     | 霍莉·亨德森 & 唐·懷海德         | 2019年10月20日 | T13.21953 | 1.22                  |
| 高譚市民因蝙蝠俠之前現身卻又馬上銷聲匿跡，對蝙蝠俠的呼喚聲也日益惡化，凱特責怪是自己的關係造成現在的局面。布魯斯的兒時玩伴兼房地產大亨湯米·艾略特近期買下韋恩塔樓正對面的高樓，邀請凱特前去參與慶祝晚宴，同時以知情布魯斯是蝙蝠俠的語氣，希望凱特能帶布魯斯一起出席。同時，韋恩企業應用科學部遭竊，一把足以打穿蝙蝠裝防護的磁軌砲被搶，讓凱特懷疑是湯米所為而決定出席晚宴調查清楚。派對出席者包含凱特所有家人，而蘇菲被指派擔任瑪莉的私人護衛以防止她再次受襲。愛麗絲趁機潛入雅各的家亂動東西，同時致電他進行言語詆毀，而布魯斯一直不出面也使湯米開始急躁。當凱特最終向他對峙時，湯米供述蝙蝠俠多年前干預過自己一手安排害死母親的車禍，導致自己沒能繼承財產，隨即威脅會切斷電梯纜繩殺死人質。凱特的家人均受困電梯，使她將蝙蝠裝染上誕生石的紅色包括配上紅色假髮上陣。當湯米將凱特逼入絕境時，愛麗絲為了報答凱特而出手相救，但聲言不代表她會改邪歸正。湯米被逮捕後，凱特喜歡上她在派對中認識的酒保蕾根，而凱薩琳回家發現愛麗絲在她梳妝台上留下三張撲克牌，組成數字「283」而使她驚恐萬分。身穿黑紅蝙蝠裝的凱特首次在媒體面前亮相，最後被媒體命名「蝙蝠女俠」。 |             |                                                       |                 |                                 |                |           |                       |
| 4 | 4           | 你是誰？ Who Are You?                                 | 霍莉·戴爾       | 南西·喬 & 丹妮絲·霍克偉         | 2019年10月27日 | T13.21954 | 1.29                  |
| 一位號稱「喜鵲」的珠寶大盜四處偷走寶石，凱特一邊要應對與蕾根的約會、一邊要抓捕喜鵲以在城市面前保住形象。長期備受她拷打的道森在虛弱中引發敗血症，凱特只能以蝙蝠女俠身份拜託瑪莉治療他，被注射嗎啡的道森因意識模糊，將眼前的瑪莉看成是愛麗絲，無意間交代愛麗絲身邊有一位外號「老鼠」的人。這時，喜鵲偷走瑪莎·韋恩的珍珠項鏈，迫使凱特全力追尋喜鵲下落，雖然最後將項鏈搶回，但同時得知喜鵲靠3D打印機做出含有爆炸物的項鏈複製品，其即將在高譚博物館展出而作為喜鵲趁火打劫的幌子。凱特只能打斷約會，及時疏散博物館的人後抓獲喜鵲。喜鵲被捕時坦言自己為謀生而偷竊，最後被送往黑門監獄。無法同一時間兩頭顧的凱特，只能忍痛結束跟蕾根的戀愛關係。同時，凱薩琳得知數字283是代表貝絲的墳墓號碼，試圖挖出墳墓銷毀證據卻被愛麗絲逮個正著。愛麗絲脅迫凱薩琳必須交出所經營的軍火公司中研發的一把「秘密武器」。凱薩琳不想對罪犯妥協，只能對雅各告知她多年前偽造過貝絲的顱骨與死亡證明，只是想結束雅各和凱特父女倆的痛苦，得知事實的雅各無法原諒她的欺騙。為了掩飾自己的英雄行動，凱特決定將韋恩企業轉變為房地產公司，買下烏鴉管轄區外圍的低價社會住宅提供給貧困居民，並任命路克擔任助手。註：此集發生時間位於綠箭宇宙2018年三劇連動《異世界》之前。 |             |                                                       |                 |                                 |                |           |                       |
| 5 | 5           | 漫長悲傷的經歷 Mine Is a Long and a Sad Tale          | 卡爾·西頓       | 傑瑞·山迪 & 艾伯尼·吉爾伯       | 2019年11月3日  | T13.21955 | 1.16                  |
| 愛麗絲連續闖入三間停尸間實施人皮盜竊，凱特靠放跑的道森追蹤到其位置抓獲她，但決定給她一次解釋的機會，但為以防萬一而聯繫雅各和蘇菲讓他們追蹤。兩姐妹隨後開車上路，愛麗絲講述她年幼時車禍昏過去後，被一位醫生奧古斯特·卡特萊特救回去卻遭囚禁，他養有一個生來毀容的兒子強納森，因此準備用她的臉作為更換兒子臉龐的替代品。貝絲囚禁期間一度拿電話聯繫父親和姐姐過來救她，但由於受到卡特萊特威脅，因此在父親和姐姐來找她時隔著門不敢吭聲，無助的她最後眼睜睜看著家人打道回府；身邊只有外號「老鼠」的強納森作伴，以及他送的《愛麗絲漫遊仙境》。另一方面，凱薩琳事先對瑪莉坦白她偽造死亡證明的所為，導致瑪莉同樣不接受而到韋恩塔樓跟路克相處一整天，合作調查不尋常的人皮盜竊案，追查到強納森·卡特萊特已從阿卡漢逃獄。愛麗絲對凱特下藥弄昏而將她關至自己被囚禁的地下室，防止她繼續干預她的計劃。雅各感覺一路景標似曾相識而追到房子前，蘇菲與強納森正面交鋒時撕下他戴的臉龐，即使雅各對自己沒能救到的女兒而痛哭懺悔，但愛麗絲依然放冷箭將父親用刀刺傷。凱特及時解鎖逃出，幫蘇菲挾持強納森做人質而救出雅各，其送院治療後平安脫險。愛麗絲陪強納森逃之夭夭，答應會幫他變成想成為的“任何人”。 |             |                                                       |                 |                                 |                |           |                       |
| 6 | 6           | 替天行道 I'll Be Judge, I'll Be Jury                  | 史考特·彼得斯   | 詹姆斯·史托特羅 & 查德·費艾許   | 2019年11月3日  | T13.21956 | 1.09                  |
| 一位自稱「劊子手」的蒙面私刑者，首先用“電椅”手法殺死檢察官安格斯·史坦頓，雅各與蝙蝠女俠共同競爭誰先將劊子手逮捕歸案。蘇菲猜出凱特是蝙蝠女俠，就在劊子手用“槍決”手法殺死資深警探史都·多納利時，在場的蘇菲身中一槍，被凱特秘密送至瑪莉的診所緊急救治。雅各逮捕一位嫌疑犯而斷言他是劊子手時，凱特卻發現劊子手另有其人，目睹他偷走氰化氢毒氣罐。她們靠追查車牌得知劊子手身為黑門監獄的“劊子手”伯特蘭·艾爾頓，凱特在他家中找到認罪錄像，得知他發現近年來處死的死刑犯其實都是被史坦頓、多納利、以及雷蒙·卡佛瑞克法官三人聯手強制認罪而坐冤獄。凱特於是趁劊子手對卡佛瑞克法官下手前制止他，然而雅各趕到槍殺劊子手，其死時觸動機關而讓他們一起受困“毒氣室”。凱特最後救出昏倒的雅各，卡佛瑞克法官因此被捕，所有被他判死刑的無辜罪犯均獲釋，但殺死過路克之父盧修斯的重罪犯也因此獲得重審機會。蘇菲自行從診所逃出，没有告知瑪莉自己的猜疑。另一邊，強納森冒充凱薩琳的一位工程師溜進漢密爾頓動力公司，盜走一把以線圈加速器為基礎而足以殺死蝙蝠俠的能量武器，強納森回去前靠誘騙愛麗絲來證實她姐姐是蝙蝠女俠，因此質疑愛麗絲仍然沒放下親人，但愛麗絲發誓自己不會背離，隨即開始準備為姐姐舉辦的“茶會”。 |             |                                                       |                 |                                 |                |           |                       |
| 7 | 7           | 真相大白 Tell Me the Truth                            | 麥可·A·艾勞維茲 | 卡洛琳·德萊斯 & 娜塔莉·亞伯姆斯 | 2019年11月17日 | T13.21957 | 1.01                  |
| 凱特制止一位人稱「來福槍」的國際刺客狙殺第三目標時，剛好重遇她出國訓練時的舊識茱莉亞·潘尼沃斯，同身為阿福·潘尼沃斯的女兒。蘇菲確信凱特是蝙蝠女俠，不忍心看著她在外面拼命而希望凱特收手，不然會告訴雅各真相。凱特將她約在一間意大利餐廳會面時計劃坦誠一切，但當歧視同性戀的餐廳店主惹怒凱特時，蘇菲卻又一次為避嫌而無動於衷。凱特因此打消念頭，蘇菲才坦白她當初在軍校背棄凱特是因雅各的勸說。另一邊，愛麗絲和強納森與來福槍建立合作關係，幫他殺害失手的第三目標，以此來討好來福槍背後的僱主。由於三名死者都是凱薩琳麾下的工程師，加上先前能量武器被盜迫使凱薩琳去找剛出城回來的雅各幫忙找尋，同時說服他暫緩離婚協議。凱特和茱莉亞合作上演角色對換戲碼，暫時清除蘇菲的猜疑，但來福槍在遠處向穿蝙蝠裝的茱莉亞一槍轟下樓。所幸槍“失效”讓茱莉亞倖免於難，但她很快被趕來的烏鴉保全隊逮捕送上囚車，迫使凱特騎摩托打爆輪胎、戴安全帽打昏守衛而救出茱莉亞。隨後，茱莉亞離開高譚繼續追蹤回去地中海的來福槍，凱特和蘇菲經過此事退回對彼此死心的原點，而凱特受瑪莉幫助而準備開辦一間同志酒吧。然而，雅各當時還在州北追尋奧古斯特下落，而身在高譚的雅各實為強納森冒充，將身邊的人一步一步推向愛麗絲的計劃高潮。 |             |                                                       |                 |                                 |                |           |                       |
| 8 | 8           | 瘋狂茶會 A Mad Tea-Party                              | 霍莉·戴爾       | 南西·喬                         | 2019年12月1日  | T13.21959 | 1.01                  |
| 愛麗絲綁架即將回高譚的雅各，先將他帶回自己被囚禁11年的地下室，聽完他懺悔後將他轉移別處。她順便命令此時冒充雅各的強納森，用麻醉劑擊昏蘇菲和泰勒關在隔音的辦公室，防止他們干預自己的計劃。愛麗絲有意將凱特引開，指派部下冒充保全隊員，挾持瑪莉和凱薩琳母女與多數富人出席的人道主義頒獎晚宴，脅迫凱薩琳上台領獎時對觀眾坦白她為城市罪犯販賣軍火等等罪狀，使她們一家頓時變成眾矢之的。凱薩琳隨後開始流鼻血而被送到後台等救援，愛麗絲現身透漏她們母女喝的酒被下入凱薩琳公司自行研製的致命神經毒素，僅提供一枚解藥後揚長而去。凱薩琳深知毒已攻心，便將唯一的解藥讓給瑪莉服用作為贖罪，並坦白自己早就知情她開辦診所一事而以她為傲後死去。凱特沒能制止這一切，又無法對愛麗絲痛下殺手，最後甚至得知剛在停車場車裡清醒的雅各已被愛麗絲栽贓嫁禍，背上毒殺凱薩琳的罪行而被警察局長傑克·佛布斯逮捕。一夜之間失去母親的瑪莉變得失魂落魄，跟凱特的關係也開始惡化，脫身的蘇菲和泰勒不知如何是好，泰勒便讓蘇菲自己決定該愛誰。瘋狂一晚讓凱特徹底死心，憤怒之下決定先幫雅各洗脫罪名，再聯手揪出並消滅愛麗絲。一星期後，探險家納許·威爾斯在中央市地下開鑿出一道刻有神秘文字的大門，直接被門裡的金色光芒吸進去。 |             |                                                       |                 |                                 |                |           |                       |
| 9 | 9           | 無限地球危機（二） Crisis on Infinite Earth: Part Two | 蘿拉·貝爾西     | 唐·懷海德 & 霍莉·亨德森         | 2019年12月9日  | T13.21958 | 1.71                  |
| 為了制止多元宇宙危機，預言者來到地球74號招募隱居在此的米克·羅伊並借用他的乘波號。監視者穿越時空取回能靠意念改寫現實的《天命之書》，總結「七大模範」會制止這次危機，而眾人中已有卡拉和莎拉分別代表希望和天命。為了尋找另外兩名加入戰局，克拉克、露薏絲和愛瑞絲組隊穿越至地球96號找到該地球的超人，但被監視者復活的雷克斯·路瑟這時搶跑天命之書，穿越各個宇宙殺死超人；唯獨地球167號的克拉克讓他失望。他來到地球96號時，將計就計操縱該地球的超人對剛趕來的克拉克一行人發起攻擊，露薏絲奪回天命之書讓超人恢復自我，讓他同意加入戰局。凱特和卡拉穿越至地球99號找到該地球的蝙蝠俠，其已殘疾而穿上動力服維生，兩人深感這位蝙蝠俠非常消極且兇殘，甚至得知他殺死過多名死敵包含該地球的超人後引發衝突，凱特為了保護卡拉而只能將他擊倒，導致他撞在發電機上被電斃。另一邊，貝瑞、莎拉和米婭招募約翰·康斯坦丁決定靠地球18號的再生池復活奧利佛，奧利佛成功復生卻患上失憶，而康斯坦丁試圖喚回奧利佛的靈魂，能力卻因陸續毀滅地球的反物質波而受阻。眾人回到乘波號後，雷製造出尋找模範的探測器，讓眾人得知凱特就身為代表勇氣的模範。當時，反監視者出現在預言者面前，拉攏她加入毀滅多元宇宙的行列。註：此集作為綠箭宇宙2019年五劇連動的《無限地球危機》第二集，故事承接《女超人》第五季第九集，並會在《閃電俠》第六季第九集、《綠箭俠》第八季第八集、以及《明日傳奇》第五季開播前的特別集中延續。 |             |                                                       |                 |                                 |                |           |                       |
| 10 | 10          | 反復無常的一天 How Queer Everything Is Today!         | 傑佛瑞·亨特     | 卡洛琳·德萊斯                   | 2020年1月19日  | T13.21960 | 0.79                  |
| 多元宇宙危機結束後，凱特開始應對凱薩琳之死帶來的後果以及父親雅各的判冤獄。瑪莉開始自我封閉，以自己的方式尋找能證明雅各遭人易容冒充的證人，然而沒有人願意站出來幫她。唯獨蘇菲願意幫忙，但她剛與泰勒分居而心神不寧。這時，一位不知名駭客靠網絡攻擊向全高譚勒索贖金，威脅若不付錢會將所有人的骯髒秘密公諸於世，路克和凱特追蹤幕後駭客至高譚預科學校，抓出女駭客本人帕克·托雷斯。帕克講述她身為女同性戀，但被前女友強制出櫃而遭到她異性戀霸權的父母斷絕關係，因此上演鬧劇來得到大筆生活金。但愛麗絲同樣潛入學校挾持帕克，首先逼迫凱特在她與帕克面前拿下面罩，還強制帕克將凱特的身份公諸於世。帕克僅為保全隊和警察局公佈愛麗絲的所在處，但躲藏在外的強納森引爆炸彈，凱特及時救下當時在城市媒體前炫耀的萬人迷警察史萊姆·布萊德利。愛麗絲被保全隊逮捕，帕克靠做社區服務來贖罪，她答應為凱特保守秘密作為感謝。凱特跟戰友卡拉的獨家專訪來為蝙蝠女俠出櫃是同性戀，給予城市新的希望之光。而凱特的生日來到，在獄中的雅各靠致電來祝福凱特生日快樂。凱特回到當時無依無靠的瑪莉身邊給予幫助，兩姐妹因此和好來彌補關係。而當凱特回到辦公室時，卻碰到另一位“愛麗絲”，其長著一頭紅髮，並且也身為她的妹妹貝絲。 |             |                                                       |                 |                                 |                |           |                       |
| 11 | 11          | 致命禮物 An Un-Birthday Present                       | 梅爾西·阿爾馬斯 | 查德·費艾許 & 詹姆斯·史托特羅   | 2020年1月26日  | T13.21961 | 0.67                  |
| 凱特對眼前出現的全新貝絲感到難以置信，起初將她認成是愛麗絲而做出攻擊使她嚇跑，但比對DNA以及私人物品後證明她是來自另一宇宙的貝絲。凱特將她追回後，實現她們姐妹重聚的願望，邀請貝絲來到這片人生地不熟的現世。從貝絲供述中，凱特得知她童年同樣經歷過母親喪生的車禍，但卻是被姐姐拉出汽車得以活下來，讓凱特懊悔自己沒有挺身而出過。強納森綁架佛布斯局長之子與阿金斯市長之子，聲言若不在當晚釋放愛麗絲則會殺死人質，凱特剛準備回去換裝卻被強納森撞車伏擊，一同加入人質行列來為蘇菲施加壓力。貝絲為了救出凱特而喬裝打扮成愛麗絲，雖然因不知道愛麗絲和強納森之間的暗號而被識破，但為凱特爭取時間逃出而救下貝絲和人質，負傷的強納森則被送院收押。蘇菲陪愛麗絲在審訊室待一整天，聽著愛麗絲仔細講述她的噩夢童年，意識到自己早就被家人遺棄後，做手工的技巧被卡特萊特看中而學會修飾人臉。愛麗絲靠自己縫書的魚線逃離監禁，諷刺蘇菲從未離開過自己的“心靈牢籠”後逃跑。事情的發生讓全體市民認為警察無能，開始一致支持蝙蝠女俠，在警察局門口示威要求重新打開蝙蝠信號。凱特回去酒吧得到瑪莉、路克和貝絲為她舉辦的生日派對驚喜，但慶祝過程中，眾人面前的貝絲與逃亡在外的愛麗絲，兩者突然在同一時間開始劇烈頭痛。 |             |                                                       |                 |                                 |                |           |                       |
| 12 | 12          | 非此即彼 Take Your Choice                             | 塔拉·米莉       | 艾伯尼·吉爾伯                   | 2020年2月16日  | T13.21962 | 0.85                  |
| 由於多元宇宙合併導致同一宇宙無法容納兩名相同人士，貝絲與愛麗絲只能存活一人。蘇菲開始全市排查，下令對愛麗絲格殺勿論，凱特只能爭分奪秒挽救貝絲的性命。身體虛弱的愛麗絲混進醫院，從關押中的強納森口中得知另一個自己的存在，推算她們之中只能活一人。由於凱特守護著貝絲，愛麗絲想到瑪莉先前喝下過能治愈致命毒素的解藥，因此她的血液可以挽救自己。瑪莉擊倒愛麗絲後將她拷在診所，將自己的血液樣本交給凱特。但另一邊，因愛麗絲有意通風報信，迫使凱特將貝絲疏散至蝙蝠洞來避免保全隊前來搜查。左右為難的局面下，凱特最終選擇讓貝絲活命，命令路克騎蝙蝠摩托將她送出城，自己來到診所陪伴愛麗絲直到生命結束。然而，與凱恩一家有交情的著名整形醫生伊森·坎貝爾到醫院接見強納森，對他拿下假臉龐現出他是本應死去多年的奧古斯特之真面目，強納森驚訝地看著眼前還活著的父親，隨後被父親帶離醫院囚禁。獄中的雅各遭到一同在獄中的道森襲擊，即將被捅死之際反而被一位總是找他麻煩的囚犯相救一命，其希望雅各能償還他的恩情。蘇菲追蹤到剛出城的貝絲，即將狙殺她之際卻還是沒下手，遠處的奧古斯特搶先一步狙殺貝絲，以報復她誘導強納森，卻不知道他殺錯人。事情的發生導致臨死的愛麗絲在凱特面前活過來，當場砸昏凱特後逃跑。 |             |                                                       |                 |                                 |                |           |                       |
| 13 | 13          | 一針見血 Drink Me                                     | 德莫特·道斯     | 傑瑞·山迪                       | 2020年2月23日  | T13.21963 | 0.82                  |
| 凱薩琳命案真相大白使雅各無罪釋放，重回工作崗位的他決定改善保全隊的形象，已死的貝絲被認成是愛麗絲而結案，悲痛的凱特等待殺死貝絲的兇手線索出現以外只能另找事做。高譚市出現一位類似吸血鬼的罪犯「夜曲」，其會在夜總會一類的場所勾引受害者，凱特換裝前去擒拿夜曲，卻被她打入K他命弄昏而險些被她抽血。保全隊及時趕到迫使夜曲撤退，而蘇菲趁隊友沒注意時放走蝙蝠女俠。凱特找瑪莉驗完血後，決定提前開業自己的酒吧引夜曲上鉤，但夜曲本人偶然抓獲愛麗絲進行抽血，愛麗絲基於自保以及私人原因而將夜曲的目標轉移至瑪莉身上。路克查出夜曲的身份為娜塔莉亞·奈特，其從小患有紫質症而急需供血維持生命。凱特及時救下未抽完血的愛麗絲，還未解釋之前的情況就馬上跑去救剛被夜曲抓走的瑪莉，愛麗絲這次暫時協助凱特打敗夜曲，使其被收押至阿卡漢，但凱特隨後瞭解到瑪莉會受襲也源於愛麗絲。康復的瑪莉想起凱特也被打入過K他命，而蝙蝠女俠則於同一晚被夜曲毒傷，再靠先前的種種巧合推論出凱特就是蝙蝠女俠。當強納森下落不明時，愛麗絲調查到他在醫的唯一訪客是坎貝爾，最後推論出他實為本應死於六年前的奧古斯特。蘇菲因私下協助蝙蝠女俠而被雅各停職，迷失方向的她找蝙蝠女俠會面，這次突然不再猶豫而上前跟她深情接吻。 |             |                                                       |                 |                                 |                |           |                       |
| 14 | 14          | 喜笑顏開 Grinning From Ear to Ear                     | 麥可·布倫戴爾   | 丹妮絲·霍克偉                   | 2020年3月8日   | T13.21964 | 0.75                  |
| 杜拉·丹特自高中起就受夠被母親強制打扮得花枝招展來融入集體，不惜割開嘴角露出笑容回歸“常態”。成年後，內心墮入瘋狂的杜拉開始追殺一系列社交網紅，用相似手法破壞她們的臉龐作為報復手段。凱特擔心同身為網紅的瑪莉會成為目標之一，調查得知受害者都曾是坎貝爾醫生的整容對象，乃至發現有精神病史的杜拉。凱特來到杜拉家中得知其作案動機，是怨恨於當今網紅都以整容、化妝等等假模假樣的形式來博人眼球，同時目睹杜拉將自己母親割喉殺害。杜拉逃跑後綁架她的最後目標梅特爾至化工廠，其身為她整容過的高中好友，凱特及時救下梅特爾、制止杜拉後將她拷起來等警察。然而，愛麗絲搶先找到杜拉，順她的意割下杜拉的臉龐，冒充其身份接近冒充坎貝爾的奧古斯特。他對愛麗絲還活著感到難以置信，被刑求後供出他將強納森鎖在一間屋子地下室，正在為他灌輸大量恐懼毒氣。另一邊，蘇菲受到母親黛安的突然探訪，其針對與丈夫分居、突然被停職的事情前來詢問，蘇菲領略到自己長久以來沒接納真正自我都是受母親管束，因此正式在母親面前道出自己的性取向，即使讓母親失落不已。雅各得知在獄中救過他的瑞吉·哈里斯正在要求從輕量刑，面對這名疑似殺害過盧修斯·福克斯的犯人，雅各不知是否要兌現其要求時，在他犯下的謀殺案文件裡也發現“不尋常”的地方。 |             |                                                       |                 |                                 |                |           |                       |
| 15 | 15          | 斬首示眾 Off With Her Head                            | 霍莉·戴爾       | 娜塔莉·亞伯姆斯                 | 2020年3月15日  | T13.21965 | 0.75                  |
| 愛麗絲將奧古斯特留給凱特審問後，到指定地下室試圖救出強納森，但他當時已吸入大量恐懼毒氣，加上被父親告知愛麗絲已死，因此將眼前還活著的愛麗絲視為敵人，將她綁在椅子上灌輸毒氣後逃跑出去。毒氣作用使愛麗絲回到她童年時最恐怖的一段回憶，被奧古斯特搬到家裡照顧的年邁母親梅布爾當成家畜一般地對待，自己曾將她稱作「紅心皇后」。多年下來，愛麗絲受盡梅布爾的無情對待，直到六年前目睹梅布爾耳上突然佩戴著與自己母親蓋比死前戴的一模一樣的耳墜後，縱使她打開倉庫上鎖的冰箱目睹自己死去母親的屍首，其同樣被奧古斯特撈出河冷藏保留，作為讓梅布爾換臉恢復青春的樣本。愛麗絲在霎那間理智崩潰，縱火將整棟屋子連同梅布爾一起付之一炬，僅除了奧古斯特僥倖逃生。如今，被父女刑求的奧古斯特為了自由而向凱特供出愛麗絲的所在處，雅各及時救出愛麗絲，最終認她是自己的女兒。另一邊，路克和瑪莉找出槍殺貝絲嫌犯的逃亡汽車與狙擊槍，車牌註冊名則是奧古斯特的母親梅布爾。凱特當時已得知所有駭人的真相，如今面對眼前的這名逼瘋妹妹、玷污母親遺體、殺死無辜貝絲的“惡魔”，凱特最終失去理智而將奧古斯特活活掐死。雖然為家人討回公道，但首次打破殺戒也讓凱特不知所措，身邊只有脫離童年陰影的愛麗絲前來伸出援手。 |             |                                                       |                 |                                 |                |           |                       |
| 16 | 16          | 鏡中奇遇 Through the Looking Glass                    | 薩茲·蘇德蘭     | 南西·喬                         | 2020年3月22日  | T13.21966 | 0.77                  |
| 凱恩一家聯合將卡特萊特埋屍處理，愛麗絲離開前以此威脅凱特和雅各，一旦對她出手則會拉他們一起下水。然而，愛麗絲剛回藏身處就發現自己的部下被集體屠殺，下手的人疑似是她的一位“老熟人”，無人依靠的她只能回去找凱特合作救出強納森，其當時已被保全隊收押送回阿卡漢精神病院監禁。對打破殺戒感到心慌意亂的凱特，勉強答應協助愛麗絲的劫獄行動，姐妹倆戴面罩聯手溜進阿卡漢得到主治醫師以及保全隊長的鑰匙進入強納森的牢房。但凱特隨即將牢房門反鎖，揭露她早已提前通報雅各設局來讓她自投羅網，隨著再次被父女倆遺棄，關進重症監護病房的愛麗絲開始墮入比以往更深的黑暗。另一邊，路克無奈地看著殺父仇人雷吉·哈里斯在案件重審的情況下走出法院，受怨恨驅使而直接來到他家門口找他對峙，但雷吉再三解釋他是被人栽贓嫁禍，還交代盧修斯被殺前曾經保護過他。這時，一顆突如其來的子彈當場射殺雷吉，似乎是為了滅口。受令在外秘密調查此案的蘇菲，發現盧修斯被殺時的便利店店主也被槍殺，她在即將被滅口之際被回城的茱莉亞搭救一命。雅各此時同樣遭受同一位槍手偷襲，手上有槍的他成功開槍擊中對方，但還未問出其背後僱主就目睹槍手中槍死亡。對再次拋棄妹妹而失落的凱特受茱莉亞陪伴，她們坐在屋頂把酒歡過程中舊情復燃。 |             |                                                       |                 |                                 |                |           |                       |
| 17 | 17          | 九死一生 A Narrow Escape                              | 保羅·韋斯利     | 達芙妮·麥爾斯                   | 2020年4月26日  | T13.21967 | 0.63                  |
| 凱特自從犯下殺戒後放下英雄身份長達一星期，一位銷聲匿跡七年的炸彈客「驚天雷」突然逆襲，盯上自認英雄的執法人員佈下雙重炸彈機關，考驗他們是否會為自保而引爆另一邊的炸彈。凱特勉強不穿戰服參與調查，卻得知真正的驚天雷早已去世七年，而該名模仿犯兩度犯案分別炸毀高譚國際銀行以及一棟住宅樓。當瑪莉所在的診所被捲入第二起爆炸的範圍後，凱特急忙去救人時被爆炸場面嚇到，瑪莉將自己知情她英雄身份的事情說出，希望凱特能振作起來。蘇菲和茱莉亞調查得知真兇身為現任烏鴉保全隊探員米格爾·羅布萊斯，其仿冒驚天雷手法來掩蓋他殺害盧修斯·福克斯的罪行。凱特被瑪莉激勵後重換戰服，抓獲羅布萊斯後得知他用炸彈挾持雅各、還將第二炸彈放置在韋恩塔樓地下室。在炸彈無法拆除前，路克拿槍指著殺父仇人，得知他行兇只是想為前僱主湯米·艾略特索要盧修斯的一本重要日記。凱特坦白她失控殺死卡特萊特使路克懸崖勒馬，而整棟大樓用盧修斯生前製的防護盾封鎖而免受爆炸摧毀或外洩。羅布萊斯與其他共犯均逮捕歸案，拯救雅各的蘇菲得到復職，並推薦茱莉亞入伍成為保全隊一份子，如釋重負的凱特、路克和瑪莉均諒解彼此。在阿卡漢，愛麗絲和強納森聯手殺害巴特勒醫師，再由強納森換臉冒充其身份控制住病院，暗中引領湯米、喜鵲在內的大量精神罪犯。 |             |                                                       |                 |                                 |                |           |                       |
| 18 | 18          | 同心協力 If You Believe in Me, I'll Believe in You    | 詹姆斯·班福德   | 詹姆斯·史托特羅 & 查德·費艾許   | 2020年5月3日   | T13.21968 | 0.64                  |
| 凱特一行人全力追查盧修斯日記的下落，發現湯米被捕前曾將日記交給他的洗錢人強尼·薩巴提諾看管。凱特和茱莉亞喬裝臥底進強尼的俱樂部準備奪回日記，而凱特碰巧跟酒保蕾根重逢，隨後等茱莉亞切斷電源後著裝行動。然而對方早有埋伏，兩人分別踏入圈套被擒，強尼決定將五花大綁的蝙蝠女俠拍賣給黑市最高買家。就在路克不知所措之下，瑪莉自告奮勇前去救援，動用關係參與競買後找時機引爆錢箱炸彈，迅速為凱特鬆綁而擊敗現場所有黑幫。在樓下遭受拷打的茱莉亞同時脫身，但由於拷問人已打探到她身為特種偵察團的“叛逃特務”，她只能殺死拷問人來滅口。愛麗絲同時秘密派遣喜鵲潛進去拿走日記，而凱特及時阻止她而奪回日記，但也讓喜鵲逃跑，凱特也正式邀請瑪莉加入團隊一份子。即將因盧修斯命案受審的湯米，走投無路之下跟愛麗絲和強納森結盟，以交換日記來為他更換臉龐。兩人割下湯米的臉換到另一名囚犯臉上進行身份調換，同時將其偽裝成上吊自殺而死無對證，等待新臉龐的湯米則以繃帶臉形象示人。凱特隨後跟蕾根共度一夜，但隔天早上卻發現日記被蕾根偷跑，其將日記轉交給身為她姐姐的喜鵲，而茱莉亞只能另找時機為“某人”獲取日記。日記被喜鵲轉交給愛麗絲和強納森，但始料未及的是，整本日記的內容都是以未知代碼所寫。 |             |                                                       |                 |                                 |                |           |                       |
| 19 | 19          | 瞞天過海 A Secret Kept From All the Rest              | 葛雷格·比曼     | 傑瑞·山迪 & 凱莉·拉森           | 2020年5月10日  | T13.21969 | 0.70                  |
| 凱特衝進蕾根的藏身旅館得知她和喜鵲是姐妹關係，蕾根同時告知茱莉亞搶先來向她逼問過日記下落，連續經歷欺騙讓凱特選擇提防身邊的人。為了解開日記內容，湯米以「緘默」身份連續綁架多名高譚知識階層，但沒有一人知道如何破解內容。湯米接著綁架跟凱特和愛麗絲有過交涉的帕克·托雷斯，但帕克及時求援而讓凱特及時將她營救，逃離現場的湯米則遵照愛麗絲的指示，綁架當時一起面會的路克和茱莉亞。面臨茱莉亞被休克療法刑求，路克無從選擇而幫忙解碼，識出裡面的多字母密碼規律，最後解答出日記中寫有如何殺死蝙蝠俠等等重要秘密。瑪莉發現盧修斯遺留的一副眼鏡能直接將日記內容對照出英文，帕克查到對方身在阿卡漢後，凱特立刻著裝去救人，為了解救同伴而將眼鏡和日記先讓給愛麗絲。凱特等路克和茱莉亞安全疏散後回去追人，但愛麗絲靠發動病院暴動來掩護逃生，即使強納森不滿愛麗絲為私人恩怨捨棄掉他們在病院建立的一切。雅各再也無法忍受蝙蝠女俠干涉保全隊的私事，親自警告她若是再出現則會跟她開戰。茱莉亞最終向凱特如實供述，她跟遠居海外的神秘老闆薩菲亞·索海爾短暫建立合作關係，幫她獲取日記來換取凱特性命，但如今得知日記真正內容而放棄。回到暗處的愛麗絲深入日記內容，解答出如想殺蝙蝠女俠只能先獲取稀有的氪石元素。 |             |                                                       |                 |                                 |                |           |                       |
| 20 | 20          | 不徇私情 O, Mouse!                                    | 亞曼達·泰平     | 霍莉·亨德森 & 唐·懷海德         | 2020年5月17日  | T13.21970 | 0.74                  |
| 阿卡漢暴動導致眾多精神病人脫逃，其中一位則是精神錯亂的前高譚橄欖球星提姆·泰斯洛，其揮舞著兩把砍刀連續殺害他的大學體檢醫生以及在法庭上作證他殺人的親弟弟。泰斯洛人高馬大的身材以及不怕疼痛的體質，讓凱特遍體鱗傷且無力還擊，經過路克調查，眾人得知泰斯洛殺的人都是在比賽上直接或間接擊垮他精神的熟人。凱特深知無法一人對抗他，只能和發誓會跟她開戰的雅各達成共識。靠瑪莉的擁護，雅各跟蝙蝠女俠聯手在體育場設陷阱抓捕泰斯洛，但雅各等到泰斯洛現身就直接下令將他就地槍決，甚至背叛且圍攻蝙蝠女俠。凱特及時逃離現場，親眼目睹父親的背叛使她備受刺激，路克找出布魯斯收藏的唯一僅有的氪石元素並將其摧毀。但凱特坦白自己還留著一塊在多元宇宙戰役中保留的氪石，由於曾經向戰友女超人做過承諾而繼續保留。蘇菲和茱莉亞同樣對雅各的背叛舉動無法接受，而茱莉亞同時對蘇菲坦白自己跟薩菲亞建立過的合作關係，同時告知對方已知情她們倆的同事及戀愛關係。即便如此，蘇菲決定跟茱莉亞聯手對抗這位神秘敵人。躲在下水道的強納森再也無法接受愛麗絲執意要復仇，原本準備一人離開她，迫使愛麗絲決定忍痛割愛、親手將強納森毒殺致死來告別。隨後，愛麗絲為湯米縫上她完成的布魯斯·韋恩之臉龐，命令她冒充其身份去幫她去韋恩企業拿氪石。 |             |                                                       |                 |                                 |                |           |                       |

### 第二季（2021年）
| 總集數 | 集數 （季） | 標題                                            | 導演             | 編劇                                        | 首播日期      | 製作 代碼 | 美國收視人數 （百萬） |
| ------ | ----------- | ----------------------------------------------- | ---------------- | ------------------------------------------- | ------------- | --------- | --------------------- |
| 21     | 1           | 凱特·凱恩到底在哪？ What Happened to Kate Kane? | 霍莉·戴爾        | 卡洛琳·德萊斯                               | 2021年1月17日 | T13.22751 | 0.66                  |
| 22     | 2           | 犯罪前科 Prior Criminal History                 | 卡爾·西頓        | 詹姆斯·史托特羅 & 查德·費艾許               | 2021年1月24日 | T13.22752 | 0.62                  |
| 23     | 3           | 重裝上陣 Bat Girl Magic!                        | 霍莉·戴爾        | 南西·喬                                     | 2021年1月31日 | T13.22753 | 0.71                  |
| 24     | 4           | 尋人啟事 Fair Skin, Blue Eyes                   | 孟哈吉·胡達      | 艾伯尼·吉爾伯                               | 2021年2月14日 | T13.22754 | 0.51                  |
| 25     | 5           | 染血油畫 Gore on Canvas                         | 諾瑪·貝莉        | 丹尼爾·湯姆森                               | 2021年2月21日 | T13.22755 | 0.49                  |
| 26     | 6           | 拒絕救治 Do Not Resuscitate                     | 霍莉·戴爾        | 卡洛琳·德萊斯 & 達芙妮·麥爾斯               | 2021年2月28日 | T13.22756 | 0.46                  |
| 27     | 7           | 懸崖勒馬 It's Best You Stop Digging             | 艾維·尤比恩      | 傑瑞·山迪                                   | 2021年3月14日 | T13.22757 | 0.55                  |
| 28     | 8           | 歷經萬難 Survived Much Worse                    | 霍莉·戴爾        | 娜塔莉·亞伯姆                               | 2021年3月21日 | T13.22758 | 0.54                  |
| 29     | 9           | 首要規則 Rule #1                                | 麥可·邦德爾      | 南西·喬 & 瑪雅·休斯頓                       | 2021年3月28日 | T13.22759 | 0.44                  |
| 30     | 10          | 戴罪立功 Time Off for Good Behavior             | 艾瑞克·迪恩·西頓 | 詹姆斯·史托特羅 & 查德·費艾許               | 2021年4月11日 | T13.22760 | 0.48                  |
| 31     | 11          | 玩命關頭 Arrive Alive                           | 梅爾西·阿爾馬斯  | 丹尼爾·湯姆森 & 達芙妮·麥爾斯               | 2021年4月18日 | T13.22761 | 0.56                  |
| 32     | 12          | 自我毀滅 Initiate Self-Destruct                 | 葛倫·溫特        | 劇本創作 ：查克·西迪格 故事構思 ：傑瑞·山迪 | 2021年5月2日  | T13.22762 | 0.43                  |
| 33     | 13          | 顺藤摸瓜 I'll Give You a Clue                   | 馬歇爾·韋曲      | 卡洛琳·德萊斯 & 娜塔莉·亞伯姆               | 2021年5月9日  | T13.22763 | 0.40                  |
| 34     | 14          | 伸張正義 And Justice For All                    | 羅布·杜肯        | 艾伯尼·吉爾伯 & 瑪雅·休斯頓                 | 2021年5月16日 | T13.22764 | 0.35                  |
| 35     | 15          | 一觸即發 Armed and Dangerous                    | 霍莉·戴爾        | 南西·喬                                     | 2021年6月6日  | T13.22765 | 0.43                  |
| 36     | 16          | 浴火重生 Rebirth                                | 麥可·A·艾勞維茲  | 丹尼爾·湯姆森                               | 2021年6月13日 | T13.22766 | 0.43                  |
| 37     | 17          | 如假包換 Kane, Kate                             | 卡爾·西頓        | 詹姆斯·史托特羅 & 查德·費艾許               | 2021年6月20日 | T13.22767 | 0.45                  |
| 38     | 18          | 力量 Power                                      | 霍莉·戴爾        | 卡洛琳·德萊斯                               | 2021年6月27日 | T13.22768 | 0.41                  |

### 第三季（2021-2022年）
| 總集數 | 集數 （季） | 標題                                     | 導演             | 編劇                                          | 首播日期       | 製作 代碼 | 美國收視人數 （百萬） |
| ------ | ----------- | ---------------------------------------- | ---------------- | --------------------------------------------- | -------------- | --------- | --------------------- |
| 39     | 1           | 走火入魔 Mad As a Hatter                 | 霍莉·戴爾        | 卡洛琳·德萊斯                                 | 2021年10月13日 | T13.23151 | 0.47                  |
| 40     | 2           | 呲牙咧嘴 Loose Teeth                     | 傑佛瑞·亨特      | 查德·費艾許 & 詹姆斯·史托特羅                 | 2021年10月20日 | T13.23152 | 0.49                  |
| 41     | 3           | 寒氣逼人 Freeze                          | 葛雷格·比曼      | 南西·喬                                       | 2021年10月27日 | T13.23153 | 0.42                  |
| 42     | 4           | 防凍措施 Antifreeze                      | 霍莉·戴爾        | 丹尼爾·湯姆森                                 | 2021年11月3日  | T13.23154 | 0.52                  |
| 43     | 5           | 豬教授的一課 A Lesson from Professor Pyg | 大衛·萊姆西      | 艾伯尼·吉爾伯 & 卡洛琳·德萊斯                 | 2021年11月10日 | T13.23155 | 0.37                  |
| 44     | 6           | 節外生枝 How Does Your Garden Grow?      | 羅布·杜肯        | 傑瑞·山迪 & 娜塔莉·亞伯姆                     | 2021年11月17日 | T13.23156 | 0.41                  |
| 45     | 7           | 進退兩難 Pick Your Poison                | 霍莉·戴爾        | 凱莉·奧塔 & 愛米莉·阿隆索                     | 2021年11月24日 | T13.23157 | 0.46                  |
| 46     | 8           | 听天由命 Trust Destiny                   | 馬歇爾·韋曲      | 艾伯尼·吉爾伯 & 達芙妮·麥爾斯                 | 2022年1月12日  | T13.23158 | 0.52                  |
| 47     | 9           | 追本溯源 Meet Your Maker                 | 麥可·邦德爾      | 卡洛琳·德萊斯 & 瑪雅·休斯頓                   | 2022年1月19日  | T13.23159 | 0.44                  |
| 48     | 10          | 毒害關係 Toxic                           | 葛倫·溫特        | 卡洛琳·德萊斯 & 傑瑞·山迪                     | 2022年1月26日  | T13.23160 | 0.48                  |
| 49     | 11          | 支離破碎 Broken Toys                     | 卡姆魯斯·強森    | 查德·費艾許 & 詹姆斯·史托特羅 & 娜塔莉·亞伯姆 | 2022年2月2日   | T13.23161 | 0.54                  |
| 50     | 12          | 群魔亂舞 We're All Mad Here              | 艾瑞克·迪恩·西頓 | 瑪雅·休斯頓 & 達芙妮·麥爾斯                   | 2022年2月23日  | T13.23162 | 0.41                  |
| 51     | 13          | 其樂無窮 We Having Fun Yet?              | 霍莉·戴爾        | 南西·喬 & 卡洛琳·德萊斯                       | 2022年3月2日   | T13.23163 | 0.42                  |

## 製作

### 發展
2018年5月，CW電視網主席馬克·佩德維兹與《綠箭俠》主演史蒂芬·艾梅爾在CW宣傳活動中，共同宣佈蝙蝠女俠將會在綠箭宇宙2018年三劇連動《異世界》中首次亮相，跟綠箭宇宙的其他英雄並肩作戰，而高譚市同時會作為主場之一。2018年7月，The CW宣佈將會開發一部以蝙蝠女俠為主角的電視劇，由電視製作人卡洛琳·德萊斯進行開發及編寫劇本；德萊斯同時參與《異世界》第二小時的劇本編寫，當中包含蝙蝠女俠首次亮相的劇情。德萊斯同時身為執行監製之一，包括葛瑞格·貝蘭提、莎拉·舒克特以及創始該角色的傑夫·強斯，並由貝蘭提製片公司、DC娛樂與華納兄弟電視公司聯合製片。
2018年12月，來自Deadline Hollywood網站的記者内莉·安德烈耶娃（Nellie Andreeva）稱，德萊斯向The CW交出一本“強大有力”的試播集劇本，而電視網開始對預定該劇做最後決定，安排本劇在2019年-2020年期間首播。2019年4月，The CW做完選擇，安排好劇集的其他編劇。2019年5月7日，The CW正式預定該劇。2019年10月25日，劇集獲得為數22集的第一整季。2020年1月7日，The CW正式續訂第二季，時間定於2021年1月首播。

### 選角
主角凱特·凱恩選角自2018年5月時展開，表示會挑選一位已出櫃的女同性戀演員。同年8月，露比·蘿絲被選中飾演主角凱特·凱恩／蝙蝠女俠。而2019年1月，梅根·坦迪、妮可·姜和卡姆魯斯·強森加盟劇集擔任主演。隨後，瑞秋·斯卡斯頓也加盟劇集擔任主演，飾演反派角色愛麗絲，而道格瑞·史考特和伊莉莎白·安維斯（Elizabeth Anweis）也同樣加盟擔任主演。2019年8月21日，劇集開播的兩個月前，山姆·萊特費德加盟為常設角色.，而伯特·沃德加盟劇集，將飾演2019年五劇連動的《無限地球危機》的一位關鍵角色。之後加盟劇集的演員包括瑞秋·瑪多和塞巴斯蒂安·羅謝，兩者都擔任常設角色。
露比·蘿絲被選中飾演蝙蝠女俠的決定在社交網站上引發眾多差評，導致蘿絲遭受網絡攻擊而被迫關閉推特和Instagram賬號。而蝙蝠女俠其中一個人物設定則表示角色為猶太人後裔，而蘿絲本人則不是，許多人以此來做出選角批評。

#### 主演換角
2020年5月，第一季播完僅過兩天，露比·蘿絲突然宣佈辭演，將不會繼續參與劇集未來的工作。蘿絲退出劇組並未給出具體原因，但TVLine和《綜藝》雜誌透露蘿絲辭演源於“無法適應長時間工作以及在溫哥華的生活”，從而導致跟劇組的“衝突”。而蘿絲的辭演是經過她與電視公司雙方同意，而電視公司宣佈將會繼續第二季製作，並會從LGBT群體中選取一位新的女主演接替蘿絲的角色。隨後，製作團隊公佈將不會為凱特·凱恩這一角色進行換角，取代而之則是一名電視劇原創的新角色名為芮恩·懷德（Ryan Wilder），她被形容為一名20多歲的女性，不限種族，且「即將接替凱特·凱恩成為新的蝙蝠女俠」。更換主演及角色的決定在網絡上引發大多輿論和爭議，許多人都認為此決定只會“雪上加霜”，還會造成第一季中原本鋪墊好的劇情將無法自圓其說。但節目統籌卡洛琳·德萊斯堅守這一決定，表示不會為凱特·凱恩進行換角是為了“尊重露比·蘿絲為劇集做出的貢獻”。她同時透露在第二季的故事裡，凱特將不會從劇中剔除，僅會以「神秘消失」的方式退場，並作為第二季的主線之一。
2020年7月8日，官方宣佈《上帝加我為好友》女演員賈維希雅·萊絲莉加盟劇組擔任全新主演，飾演接棒蝙蝠女俠身份的女子芮恩·懷德（Ryan Wilder）。萊絲莉表示她非常榮幸能成為首位在電視上飾演「蝙蝠女俠」這名經典角色的黑人女演員，還表示「作為一名雙性戀女性，我很榮幸能加入這部開創性的劇集，它對LGBTQ+群體來說是先驅者。」。前主演露比·蘿絲同時公開支持萊絲莉。

### 編寫
本劇將取自漫畫《蝙蝠女俠：輓歌》一大故事章節，首播集時間則設定於《異世界》發生時間之前。

### 拍攝
試播集的前期製作於2019年3月時在加拿大溫哥華開始，而高譚市另一部分景色在美國伊利諾州芝加哥取景，而該地曾經作為《黑暗騎士三部曲》的拍攝地點之一。曾經執導過《綠箭俠》和《閃電俠》試播集的導演大衛·納特原計劃擔任試播集的導演工作，但後來因私人因素而被迫退出工作，由馬可斯·希加擔任試播集導演，餘下集數的拍攝工作於同年7月4日開始，將於2020年中期結束。2020年3月12日，受2019冠状病毒病疫情影響，華納兄弟電視公司暫停所有發行電視劇的拍攝工作，使第一季未能完成最後階段的後期製作，因此縮短至第20集來收尾。

## 播出
試播集於2019年10月6日首播。

### 市場營銷
2019年5月，CW電視網在網絡上放出劇集預告片，但該預告在YouTube上引發眾多差評，多數人指出影片過於強調女權主義。

## 反響

### 評價
評論採編網站爛番茄對首季給出78%的劇評人新鮮度，根据41篇評論產生的加權平均評分為6.8/10。而首季在Metacritic網站上根據15名劇評人的評價，給出滿分100分下的59分，代表“中等評價”。